# Limnoria mazzellae
Limnoria mazzellae là một loài chân đều trong họ Limnoriidae. Loài này được Cookson & Lorenti miêu tả khoa học năm 2001.